# Белоточечная собака-рыба
Белоточечная собака-рыба (лат. Takifugu niphobles) — вид морских лучепёрых рыб из семейства иглобрюховых отряда иглобрюхообразных. Этот широко распространенный вид встречается в северо-западной части Тихого океана в Китае (включая Гонконг и Тайвань), России (залив Петра Великого), Японии, Корее, Филиппинах и Вьетнаме. Обитает в основном в прибрежных водах на глубине до 20 м, но часто встречается в солоноватых водах, а также был зарегистрирован кратковременный заход в пресную воду. Достигает 15 см в длину.

## Размножение
У Takifugu niphobles очень необычное поведение при нересте: большие группы собираются сезонно на мелководье вдоль определенных пляжей во время прилива, выбрасываются на сушу (с помощью набегающей волны), где происходит оплодотворение, а затем возвращаются в воду. Оплодотворенные икринки могут быть унесены обратно в море или оставаться на суше под камнями в течение определенного периода, но в последнем случае они вылупляются только при погружении в воду во время другого прилива. Такое поведение при размножении неизвестно у родственных видов, но известно у неродственных мойвы и грунионов.

## Белоточечная собака-рыба и человек
Их часто ловят у пляжей, доков и пирсов с использованием различных приманок, таких как черви, креветки, бокоплавы или кусочки рыбы. Икра, печень и кишечник этих рыб содержит чрезвычайно сильнодействующий яд тетродотоксин, потенциально смертельный для человека. Этот вид специально не добывается, но иногда вылавливается в рамках промысла других видов иглобрюховых.